# Kejiwan (Susukan)
Kejiwan is een bestuurslaag in het regentschap Cirebon van de provincie West-Java, Indonesië. Kejiwan telt 4706 inwoners (volkstelling 2010).